# Millston (condado de Jackson, Wisconsin)
Millston es un pueblo ubicado en el condado de Jackson en el estado estadounidense de Wisconsin. En el Censo de 2010 tenía una población de 159 habitantes y una densidad poblacional de 0,85 personas por km².

## Geografía
Millston se encuentra ubicado en las coordenadas 44°14′34″N 90°38′6″O / 44.24278, -90.63500. Según la Oficina del Censo de los Estados Unidos, Millston tiene una superficie total de 187.36 km², de la cual 184.23 km² corresponden a tierra firme y (1.67%) 3.13 km² es agua.

## Demografía
Según el censo de 2010, había 159 personas residiendo en Millston. La densidad de población era de 0,85 hab./km². De los 159 habitantes, Millston estaba compuesto por el 94.97% de blancos, el 0% eran afroamericanos, el 3.77% eran amerindios, el 0.63% eran asiáticos, el 0% eran isleños del Pacífico, el 0.63% eran de otras razas y el 0% pertenecían a dos o más razas. Del total de la población el 2.52% eran hispanos o latinos de cualquier raza.